# 翼よ! あれが巴里の灯だ
『翼よ! あれが巴里の灯だ』（つばさよ! あれがパリのひだ、英: The Spirit of St. Louis）は、1957年のアメリカ合衆国の伝記映画。ビリー・ワイルダー監督、ジェームズ・ステュアート主演。脚本はチャールズ・レデラー、ウェンデル・メイズおよびビリー・ワイルダーで、1954年にピューリッツァー賞を獲得した、チャールズ・リンドバーグの著作『The Spirit of St. Louis』を原作とする。
映画はリンドバーグのライアンNYP単葉機スピリットオブセントルイス号による歴史的な大西洋横断飛行を、1927年5月20日のニューヨーク、ルーズベルト飛行場の離陸から、5月21日にパリのル・ブルジェ空港に着陸するまで描く。

## ストーリー
映画はリンドバーグの歴史的な飛行の前夜から始まり、いくつものフラッシュバックによって、1923年の初めての単独飛行で始まる彼の飛行キャリアを物語る。曲技飛行団での日々、陸軍での飛行訓練、飛行教官・郵便機パイロットとしての飛行、不調に終わったコロンビア航空社からのベランカ機購入交渉、セントルイス商工会議所からの資金援助の獲得、スピリットオブセントルイス号の設計と製作、等々である。
困難な離陸のあと、リンドバーグは睡眠不足や機体の着氷と戦い、推測航法で苦闘する。そこに、「バド」・ガーニーと組んでの愛機ジェニーによる旅回りや、ブルックス飛行場での陸軍飛行士としての訓練など、飛行士としての初期のエピソードが描かれる。飛行中に操縦席に入り込んだ蠅や、天井のコンパスを見るために見物の少女から貰い受けた鏡のエピソードも有名である。
そしてついにアイルランドのディングル湾で陸地にたどりつき、プリマス上空を飛んでイギリス海峡を横断、英雄の歓迎に沸くパリのル・ブルジェ空港に到着する。

## キャスト
| 役名                                                | 俳優                     | 日本語吹替 | 日本語吹替       | 日本語吹替   |
| 役名                                                | 俳優                     | NHK版      | テレビ朝日版     | テレビ東京版 |
| --------------------------------------------------- | ------------------------ | ---------- | ---------------- | ------------ |
| チャールズ・リンドバーグ                            | ジェームズ・ステュアート | 垂水悟郎   | 柴俊夫           | 高岡健二     |
| ベンジャミン・フランク・マホニー （ライアン社社長） | バーレット・ロビンソン   | 高城淳一   | 富田耕生         | 池田勝       |
| ドナルド・A・ホール （ライアン社主任技師）          | アーサー・スペース       |            | 石井敏郎         | 有本欽隆     |
| 鏡の少女                                            | パトリシア・スミス       | 山崎左度子 |                  |              |
| ハーラン・A・"バド"・ガーニー                       | マーレイ・ハミルトン     |            | 登場シーンカット | 大塚芳忠     |
| ハスマン神父                                        | マーク・コネリー         |            | 増岡弘           | 藤本譲       |
| O・W・シュルツ （サスペンダーのセールスマン）       | チャールズ・ワッツ       |            | 登場シーンカット | 中庸助       |
| ナレーター                                          | N/A                      | 城達也     |                  |              |

- NHK版：初回放送1972年1月2日『劇映画』14:00-16:00[4]
- テレビ朝日版：初回放送1986年12月27日『ウィークエンドシアター』（深夜映画枠）

その他声の出演：大木民夫、小林修、池田勝、阪脩、杉田俊也、野島昭生、仲木隆司、田の中勇ほか
制作：日米通信社
- テレビ東京版：初回放送1991年1月3日『新春特別ロードショー』

その他声の出演：石森達幸、村松康雄、塚田正昭、秋元羊介、加藤正之、広瀬正志ほか
制作：東北新社
1955年8月に製作にかかったとき、ジャック・ワーナーはリンドバーク役をジョン・カーに打診したがカーはそれを断った。
ジェームズ・ステュアートがその47歳という年齢にもかかわらず、すでに1954年という早い段階からリンドバーグの役を演じたいとワーナーブラザーズ経営陣に働きかけ、のみならず熱心なダイエットと節制をして1927年当時のリンドバーグ（その時リンドバーグは25歳だった）の外見に近づけようとしていたことは多くの情報源によって知られている。ステュアートには、年齢を重ねた当時にあっても変わらない、生涯を通じてのリンドバーグと飛行への情熱があり、それは、彼の若い頃の「ローンイーグル（リンドバーグの愛称）」のこの飛行が最大のきっかけとなっていたのだった。そしてそれこそが彼に飛行士としての道を歩ませていたのである。ステュアートは結局リンドバーグの役を射止めたが、その年齢は製作後の批評の格好の標的となった。

## 製作
大西洋横断飛行を忠実に再現するために、ヨーロッパやスタジオなど各所での撮影用としてスピリットオブセントルイス号の複製が3機製作された。そのうち2機はまだ飛行可能な状態で、1機はミシガン州ディアボーンのヘンリー・フォード博物館に展示されており、もう1機はウィスコンシン州オシュコシュのEAAエアベンチャー博物館にある。映画の撮影は、現在はアラン・ハンコックカレッジの敷地になっている、カリフォルニア州サンタマリアにあったサンタマリア・パブリック空港で行われた。

## 反響
映画が20ヶ月にわたる製作期間の後1957年4月に公開されると、主に当初予算の2倍以上という莫大な制作費による興行上の失敗について、さまざまな評価を受けた。しかし、その特殊効果とジェームズ・ステュアートの優れた演技については賞賛された。『タイム』誌は1957年にこの映画についてこう書いている。
「ステュアートは、48歳の若者として、その俳優としてのすべてを投じて、全世界がその時に何を感じたかを間断なく観客に示すことに成功している。リンドバーグの飛行が、単なる飛行機狂の若者の無鉄砲な冒険などでなく、一人の勇者が、それまでのすべての進歩と同じく、全人類に対して新たな可能性を証明した魂の旅であったことを。」
後にこの映画はその輝きを幾分回復することができた。そして現代ではリンドバーグの性格描写と、記録的な飛行の準備に関する秩序立った描写に再評価がなされている。スミソニアン協会はこの映画を古典シリーズの一部として最近上映し、「魅力的で」「緊迫感のある」ものとしてDVD化も行われた。

## 日本題名について
1957年に日本初公開された時は『翼よ！あれが巴里の灯だ』であったが、1966年にリバイバルされた際は『翼よ！あれがパリの灯だ』と「パリ」の部分がカタカナ表記に改題された。そのため、1966年リバイバル時のポスターやパンフレットはカタカナ表記になっている。1980年代に日本ヘラルド配給でリバイバルされた際は再び『翼よ！あれが巴里の灯だ』の漢字表記になっている。

## 表彰
1958年のアカデミー賞で、ルイス・リキテンフィールドは特殊効果賞にノミネートされた。また、AFIの「感動の映画ベスト100」にも69位にランクされた。